# Марку Сілва
Марку Сілва (порт. Marco Silva, нар. 12 липня 1977, Лісабон) — португальський футболіст, що грав на позиції захисника. По завершенні ігрової кар'єри — тренер, з липня 2021 року очолює англійський клуб «Фулгем».

## Ігрова кар'єра
Розпочав займатись футболом в академії клубу «Кова-да-Пієдаді», з якого 1994 року потрапив у структуру «Белененсеша».
Протягом 15-річної професійної кар'єри він зіграв тільки в двох матчах Прімейри: один у складі рідного «Белененсеша» у сезоні 1996/97, а другий у «Кампумайоренсе» в сезоні 1999/00. З 2000 по 2005 рік грав у клубах другого і третього дивізіонів Португалії «Трофенсі», «Ріу-Аве», «Брага Б», «Салгейруш» та «Одівелаш».
2005 року перейшов до клубу другого дивізіону «Ешторіл Прая», за який відіграв 6 сезонів у цій же лізі. Завершив професійну кар'єру футболіста виступами за команду «Ешторіл Прая» у 2011 році у віці близько 34 років, зігравши в Сегунді 152 ігри й забивши вісім голів у трьох різних клубах.

## Кар'єра тренера
Розпочав тренерську кар'єру відразу ж по завершенні кар'єри гравця, 2011 року, очоливши тренерський штаб клубу «Ешторіл Прая». Разом з ним переміг у Сегунді в першому ж сезоні й був визнаний тренером року другого дивізіону Португалії. У сезоні 2012/13 «Ешторіл» став п'ятим в Прімейрі, завдяки чому вперше в історії потрапив до єврокубків, а в сезоні 2013/14 зайняв четверте місце в чемпіонаті Португалії, а в Лізі Європи зміг пройти два кваліфікаційних раунди і потрапити до групового етапу.
У травні 2014 року був запрошений в лісабонський «Спортінг», з яким фінішував третім у сезоні 2014/15 і виграв Кубок Португалії. Влітку 2015 був звільнений з клубу після інциденту, коли не вдягнув офіційний клубний костюм на гру проти клубу «Візела».
8 липня 2015 року став головним тренером грецького «Олімпіакоса», змінивши свого співвітчизника Вітора Перейру. У першому ж сезоні португалець завоював з грецькою командою чемпіонство, але залишив свою роботу 23 червня 2016 року, посилаючись на особисті причини.
5 січня 2017 року очолив тренерський штаб команди «Галл Сіті», що займала останнє місце в англійській Прем'єр-лізі.
Після завершення сезону перейшов до клубу «Вотфорд». Команда під керівництвом португальського спеціаліста непогано стартувала в сезоні 2017/18, проте поступово результати команди почали погіршуватися, і після невдалої серії з 10 ігор, в яких «Вотфорд» набрав лише п'ять очок, тренера було звільнено 21 січня 2018 року. Рішенню керівництва клубу також посприяли чутки про інтерес до Сілви з боку інших команди Прем'єр-ліги, зокрема «Евертона».
Саме «Евертон» й став новим місцем роботи португальського спеціаліста, який 31 травня 2018 року уклав з ліверпульським клубом трирічну тренерську угоду. Під керівництвом португальца сезон 2018/19 «іриски» завершили на восьмому місці у чемпіонаті, повторивши свій результат попереднього сезону. А ось перша половина наступного сезону склалася до «Евертона» вкрай невдало. Команда втратила багато очок, а після болючої поразки 2:5 у мерсісайдському дербі у грудні 2019 опустилася у турнірній таблиці до зони вильоту. Після цього 5 грудня Сілву було звільнено з посади.

## Титули і досягнення

### Як тренера
- Володар Кубка Португалії:

«Спортінг»: 2014–15
- Чемпіон Греції:

«Олімпіакос»: 2015–16